# Pi Geminorum
Désignations
Pi Geminorum (en agrébé π Gem) est une étoile géante de la constellation zodiacale des Gémeaux, située au nord-est de Castor. Avec une magnitude apparente de 5,14, elle est visible à l'œil nu lors d'une nuit sombre. L'étoile présente une parallaxe annuelle de 5,55 mas mesurée par le satellite Gaia, ce qui permet d'en déduire qu'elle est distante d'environ 180 pc (∼587 al) de la Terre. À cette distance, sa magnitude visuelle est diminuée de 0,033 en raison de l'extinction créée par la poussière interstellaire.
Pi Geminorum est une étoile géante rouge évoluée de type spectral M1 IIIa. Son rayon est environ 56 fois plus grand que le rayon solaire, elle est près de 700 fois plus lumineuse que le Soleil et sa température de surface est de 3 932 K. C'est une étoile variable suspectée, avec une variation observée d'une amplitude de 0,08 en magnitude.
De manière inhabituelle pour une géante rouge, Pi Geminorum s'avère être une source de rayons X, qui a été détectée lors du relevé du ciel par ROSAT. La source la plus probable de cette émission serait un compagnon de magnitude 11,4, qui en date de 2017, était localisé à une distance angulaire de 19 secondes d'arc et selon un angle de position de 215°. On suspecte que cette étoile, désignée Pi Geminorum B, est physiquement liée à la géante rouge.